# Christian Piquemal

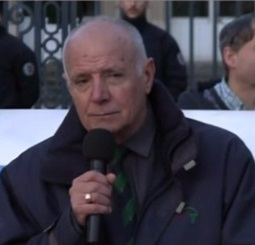
Christian Piquemal, 2016

Christian Piquemal (* 17. Dezember 1940 in Huos, Département Haute-Garonne) ist ein französischer General. 
Von 1994 bis 1999 war er Kommandeur der Fremdenlegion. Am 6. Februar 2016 wurde er aufgrund seiner Teilnahme an einer Pegida-Demonstration, in der er „die führende Rolle“ hatte, in Calais verhaftet, weil den Behörden zufolge die Demonstration „nach einer Warnung nicht aufgelöst“ war. Sein Prozess wurde für den 12. Mai 2016 angesetzt. Marion Maréchal-Le Pen, Nationalversammlungsabgeordnete der Nationalen Front und Nichte von Marine Le Pen, sowie Nicolas Bay, Gilbert Collard, Stéphane Ravieri, Thierry Mariani und Robert Ménard unterstützen Piquemal. Dominique Bussereau und Jean-Dominique Merchet haben sich gegen Piquemal gestellt. Am 26. Mai 2016 wurde Piquemal freigesprochen.

## Auszeichnungen
- 1996: Offizier der Ehrenlegion
- 1999: Kommandeur des Ordre national du Mérite
- Kommandeur des Order pro Merito Melitensi